# Bonnie Honig
Bonnie Honig (Montréal, 1959), is een politieke, feministische en juridisch theoreticus die gespecialiseerd is in democratische theorie. In 2013-2014 werd ze de Nancy Duke Lewis Professor-elect of Modern Culture and Media and Political Science aan Brown University, als opvolger van Anne Fausto-Sterling. Hiervoor was zij Sarah Rebecca Roland hoogleraar politieke wetenschappen aan de Northwestern University en onderzoeksprofessor aan de American Bar Foundation.

## Opleiding
Bonnie Honig behaalde haar doctoraat aan Johns Hopkins University, een Master of Science diploma aan de London School of Economics, en haar bachelordiploma aan de Concordia University in Montréal .

## Carrière
Honig doceerde een aantal jaren aan Harvard University voordat zij haar werk aan Northwestern University begon. Het besluit in 1997 van de toenmalige president van Harvard, Neil Rudenstine, om Honig geen ambtstermijn aan te bieden, was zeer controversieel en kreeg harde kritiek van een aantal prominente Harvard-professoren als een schending van Rudenstine's toezegging om het aantal vaste vrouwelijke professoren te verhogen. In 2017-2018 was Honig interim-directeur van het Pembroke Center aan de Brown University.
Voorafgaand aan het werk Public Things publiceerde Honig Antigone, Interrupted (2013, Cambridge University Press). In 2012 werd haar  boek Emergency Politics: Paradox, Law, Democracy (Princeton University Press, 2009) bekroond met de David Easton Prize. Ook in 2012 won ze de Okin-Young Award in Feminist Political Theory voor "Ismene's Forced Choice: Sacrifice and Sorority in Sophocles' Antigone ", gepubliceerd in Arethusa. Van 2016-2017 was ze fellow bij het Katz Center for Advanced Judaic Studies en deed ze onderzoek naar politiek denken.

## Onderzoek
Honig staat het meest bekend in de politieke theorie om haar pleidooi voor een controversiële opvatting van democratische politiek, ook bekend als agonisme. In haar boek Political Theory and the Displacement of Politics (Cornell, 1993, bekroond met de 1994 Foundations of Political Thought Book Prize voor het beste eerste boek in de politieke theorie), ontwikkelt ze dit idee middels kritieke noties op consensuele opvattingen van democratie. Zij beargumenteerde hierin dat iedere politieke vestiging resten teweegbrengt waaraan ze niet volledig recht kan doen. Haar werk bouwt verder op het werk van onder meer Nietzsche en Arendt om het emancipatorische potentieel van politieke betwisting en de ontwrichting van gevestigde praktijken naar voren te brengen. Aan de andere kant erkent ze dat politiek het opleggen van orde en stabiliteit inhoudt, en stelt ze dat politiek niet kan worden gereduceerd tot consensus, noch tot pure betwisting, maar dat dit beide essentiële aspecten vormen van de politiek.
Haar tweede boek, Democracy and the Foreigner (Princeton University Press, 2001), belicht de onderschatte rol van vreemdheid in democratische politiek, met name bij de (her)stichting van democratische gemeenschappen. Daarbij wil ze de vraag verschuiven van "hoe gaan we om met buitenlanders" naar “welke problemen lost buitenlandsheid voor ons op?” Deze strategie om binaire tegenstellingen te ondermijnen (zoals betwisting versus consensus, vreemdheid versus vertrouwdheid, beslissing versus overleg, en in haar derde boek Emergency Politics: Paradox, Law and Democracy (Princeton University Press, 2009), normaliteit versus uitzondering) door de vraag van een bekend debat te verschuiven om een nieuw en onthullend perspectief te krijgen. Dit komt terug in haar hieropvolgende werk en de inzichten die hieruit voortvloeien vormen haar onderscheidende bijdrage aan de politieke theorie.
In Antigone, Interrupted (Cambridge University Press, 2013) grijpt Honig in op de recente wending tot rouw en treurnissen in politieke theorie en culturele studies. Middels een herlezing van Sophocles' tragedie gaat ze tegen de bevoorrechting van sterfelijkheid en kwetsbaarheid als onderdeel van een anti-soevereine politiek in. In plaats daarvan biedt Honig een 'agonistisch humanisme' dat de nadruk legt op gelijkheid in het leven, niet in de dood, en een activistische politiek van contra-soevereiniteit.
In april 2013 gaf Honig de “Thinking Out Loud”-lezingen in Sydney, Australië. In deze lezingen, getiteld 'Public Things', put Honig uit de werken van DW Winnicott en Hannah Arendt om het belang van publieke zaken voor het democratische leven te conceptualiseren. Honig werkte deze theorie uit in een lezing op de jaarlijkse Neal A. Maxwell Lecture in Political Theory and Contemporary Politics aan de Universiteit van Utah, getiteld "The Fight for Public Things". Het werd vervolgens gepubliceerd als onderdeel van een symposium in Political Research Quarterly. Haar daaropvolgende boek, "Public Things: Democracy in Disrepair", werd in 2017 gepubliceerd door Fordham University Press. De argumenten die het boek voordraagt zijn samengevat in haar Boston Review-essay uit 2017, "The President's House Is Empty".

## Persoonlijk leven
Honig is getrouwd met MIT-econoom Michael Whinston. Haar zoon Noah is de CEO van eSports-gamingfranchise Immortals.

## Geselecteerde bibliografie

### Boeken
- Honig, Bonnie (1993). Political theory and the displacement of politics. Cornell University Press, Ithaca. ISBN 9780801480720.
- Honig, Bonnie (2001). Democracy and the foreigner. Princeton University Press, Princeton, New Jersey Oxford. ISBN 9780691114767.
- Honig, Bonnie (2009). Emergency politics: paradox, law, democracy. Princeton University Press, Princeton, New Jersey. ISBN 9780691152592.
- Honig, Bonnie (2013). Antigone, interrupted. Cambridge University Press, Cambridge New York. ISBN 9781107668157.
- Honig, Bonnie (2017). Public Things: Democracy in Disrepair. Fordham, New York. ISBN 978-0823276400

### (Mee)bewerkte boeken
- Honig, Bonnie (1995). Feminist interpretations of Hannah Arendt. Pennsylvania State University Press, University Park, Pennsylvania. ISBN 9780271014470.
- Honig, Bonnie, Mapel, David R. (2002). Skepticism, individuality, and freedom the reluctant liberalism of Richard Flathman. University of Minnesota Press, Minneapolis. ISBN 9780816639700.
- Honig, Bonnie, Phillips, Anne, Dryzek, John S. (2008). The Oxford handbook of political theory. Oxford University Press, Oxford. ISBN 9780199548439.
- Honig, Bonnie; Marso, Lori (2015). Politics, Theory Film: Critical Encounters with Lars von Trier.  Oxford University Press, Oxford, 2016. ISBN 9780190600174

### Geselecteerde artikelen
- Honig, Bonnie (March 1991). Declarations of independence: Arendt and Derrida on the problem of founding a republic. The American Political Science Review 85 (1): 97–113. DOI: 10.2307/1962880.
- Honig, Bonnie (February 2007). Between decision and deliberation: political paradox in democratic theory. The American Political Science Review 101 (1): 1–17. DOI: 10.1017/S0003055407070098.
- Honig, Bonnie (February 2009). Antigone's lament, Creon's grief: mourning, membership and the politics of exception. Political Theory 37 (1): 5–43 (Sage via JSTOR). DOI: 10.1177/0090591708326645.

### Interviews
- Ordinary Emergences in Democratic Theory: An Interview with Bonnie Honig door Rossello, Diego; Honig, Bonnie.  Philosophy Today Vol. 59, No. 4
- '‘Het bewind van Trump is er een van verkrachters, al zie ik enkele tekenen van hoop’', door Sjoerd de Jong, NRC 5 februari 2025.
- 'Minder asfalt in de prairie', door Casper Thomas, De Groene Amsterdammer 2 april 2025.